# Andressa Suita
Andressa Suita, nome artístico de Andressa Rodrigues Oliveira (Quirinópolis, 20 de janeiro de 1988) é uma modelo, empresária e influenciadora digital brasileira.
Andressa ficou mais conhecida por ter se casado com o cantor sertanejo Gusttavo Lima em 2015, com quem tem dois filhos. Andressa também é conhecida por sua carreira como modelo, tendo trabalhado com diversas marcas de moda e beleza.

## Biografia
Andressa Rodrigues Oliveira nasceu em 20 de janeiro de 1988 na cidade de Quirinópolis, no estado de Goiás. Desde jovem, já mostrava interesse pela carreira de modelo.
Começou a trabalhar como modelo aos sete anos em sua cidade natal.
Em 2002, foi eleita Miss Goiás Juvenil e Miss Brasil Juvenil com apenas quatorze anos.
Em 2006, atuou na novela Prova de Amor e em 2009, no reality show A Fazenda, ambos na RecordTV.
Além de sua carreira como modelo, Andressa também se tornou uma influenciadora digital, com milhões de seguidores nas redes sociais. Ela costuma compartilhar momentos de sua vida pessoal e profissional, além de dicas de moda e beleza.

## Vida pessoal
O nome artístico de Andressa Suita surgiu de uma invenção e uma homenagem. Ela uniu parte dos nomes dos pais, Sueli e Itamar, para criar o nome Suíta. "O nome deu tão certo que foi adotado como sobrenome por toda a família", disse o irmão de Andressa, Alexandre Suita em uma publicação no Instagram.
Em 2012, Andressa começou a namorar o cantor sertanejo Gusttavo Lima, se casaram no civil em 2015 e fizeram um casamento religioso em 2016. O casal teve dois filhos, Gabriel, em 2017, e Samuel, em 2018.
Em 2020, Gusttavo e Andressa anunciaram a separação, negando qualquer especulação de traição e afirmando que a decisão partiu do cantor. Gusttavo declarou o seguinte:
"Do mesmo jeito que entrei no relacionamento, eu quis sair pela porta da frente, "Temos dois filhos para criar pelo resto da vida. Nossa relação sempre foi muito tranquila. E nada pode afetar na criação dos nossos filhos. Mas, infelizmente, foi melhor dessa forma". Ele ainda frisou que continuará a amizade com Andressa. "Temos um propósito maior do que tudo, que é criar dois filhos que será repleto de muito amor e dedicação. Amizade prevalece acima de tudo.".